# 科哈特托伊河
科哈特托伊河（Kohat Toi River），位於巴基斯坦聯邦直轄部落地區及開伯爾-普什圖省，是印度河右岸的一條支流。
科哈特托伊河幹流發源於聯邦直轄部落地區古勒姆特區東部，向東流經奧拉克茲特區，進入開伯爾-普什圖省漢古縣，匯集右側支流賈比托伊河（Jabi Toi River）後，流入科哈特縣。在科哈特附近匯集右側來自坦達湖的支流，隨後納入諸多支流後，最終注入印度河。